# نوكليريا صفراء
نوكليريا صفراء (الاسم العلمي:Nuclearia flavescens) هي نوع من الطلائعيات تتبع جنس النوكليريا من فصيلة النوكليرية           .